# 薩羅納
薩羅納是位於克羅埃西亞達爾馬提亞海岸的一個考古遺址。
薩羅納是古代伊利里亞人的都市。在羅馬人征服這裡之後，薩羅納成為達爾馬提亞的首府。公元7世纪，萨罗纳在阿瓦尔人和斯拉夫人的入侵中被摧毁。萨罗纳的难民逃往斯普利特的戴克里先宫避难，萨罗纳因而被废弃。

## 图集

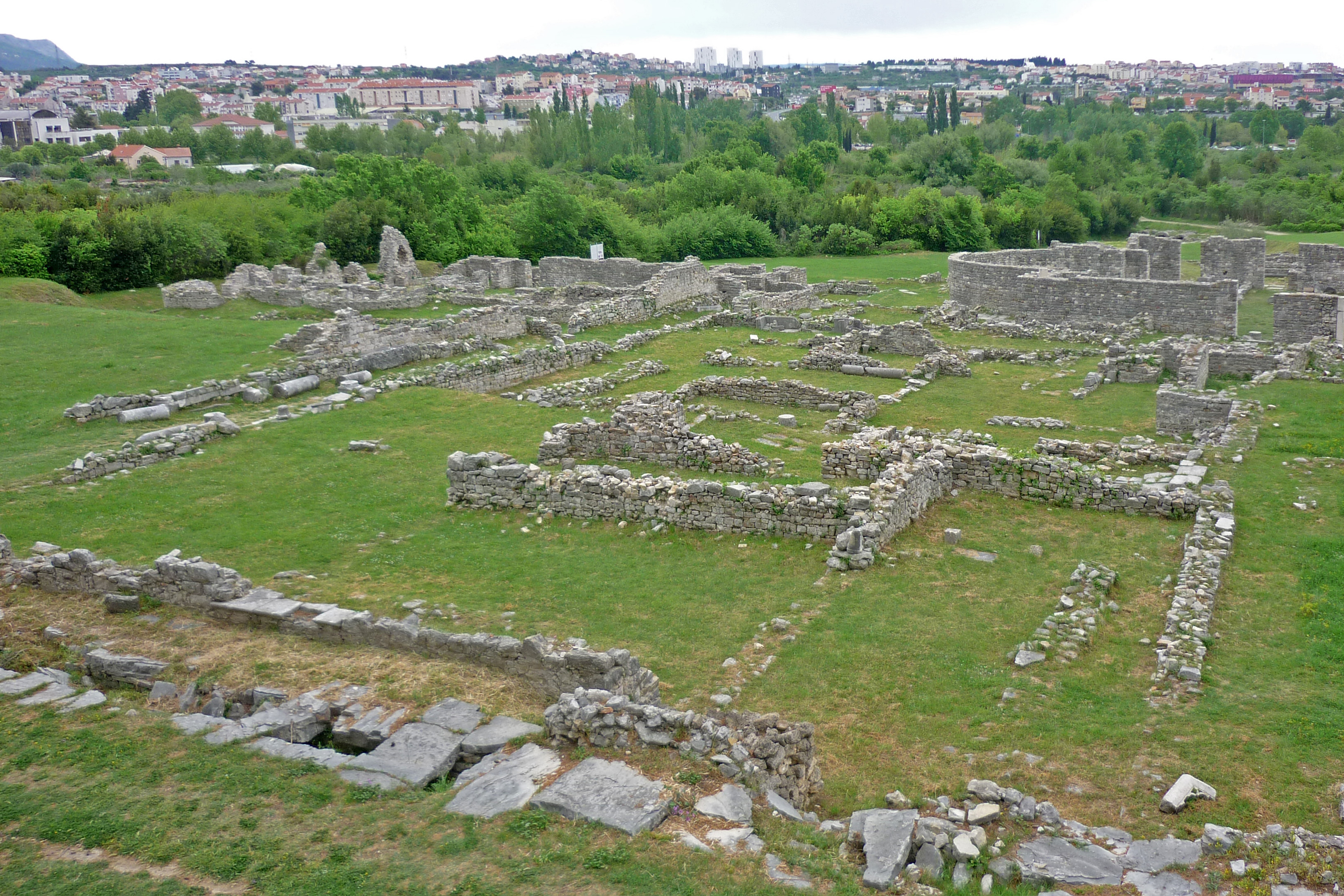
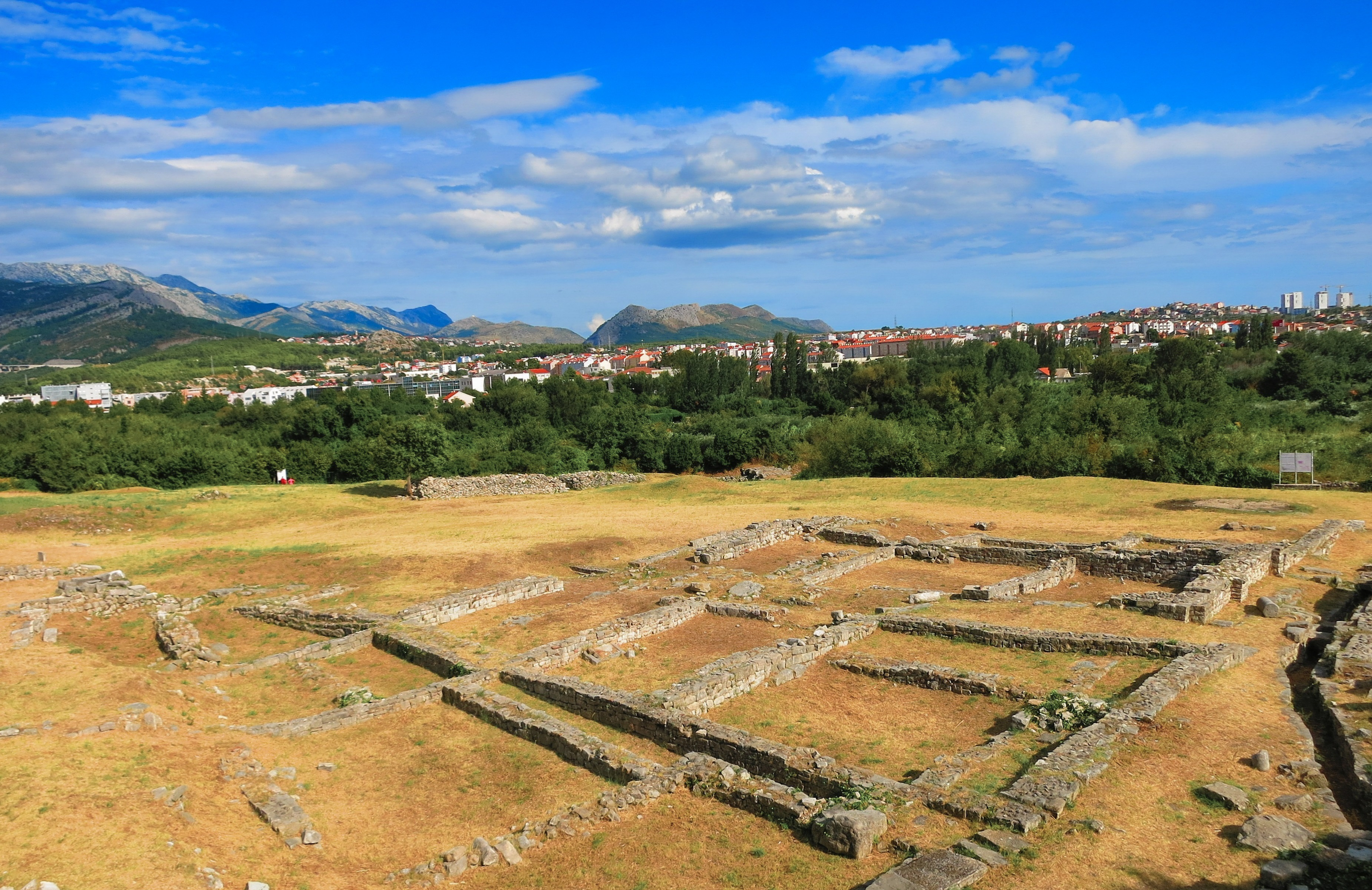
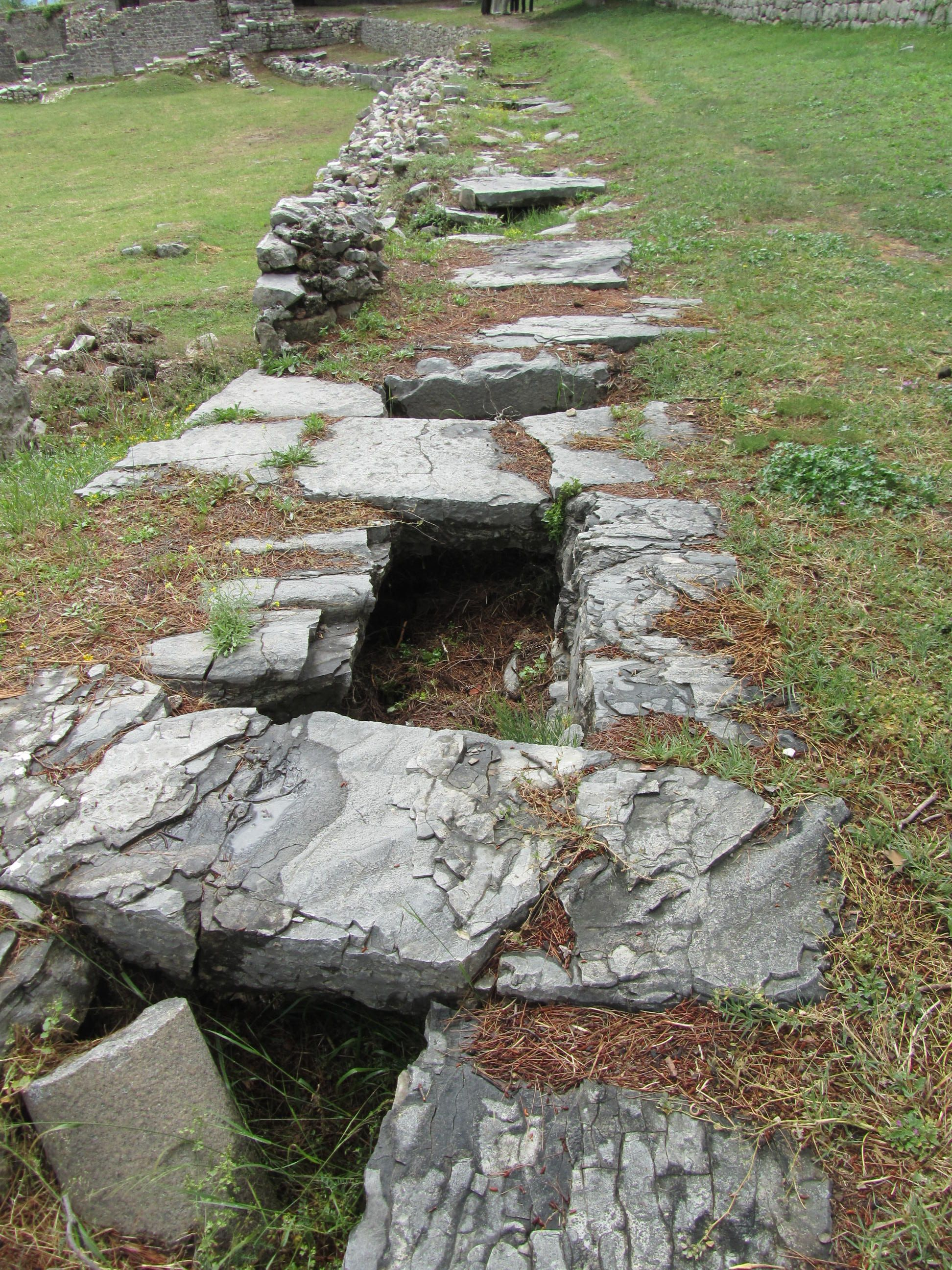
引水渠遗址
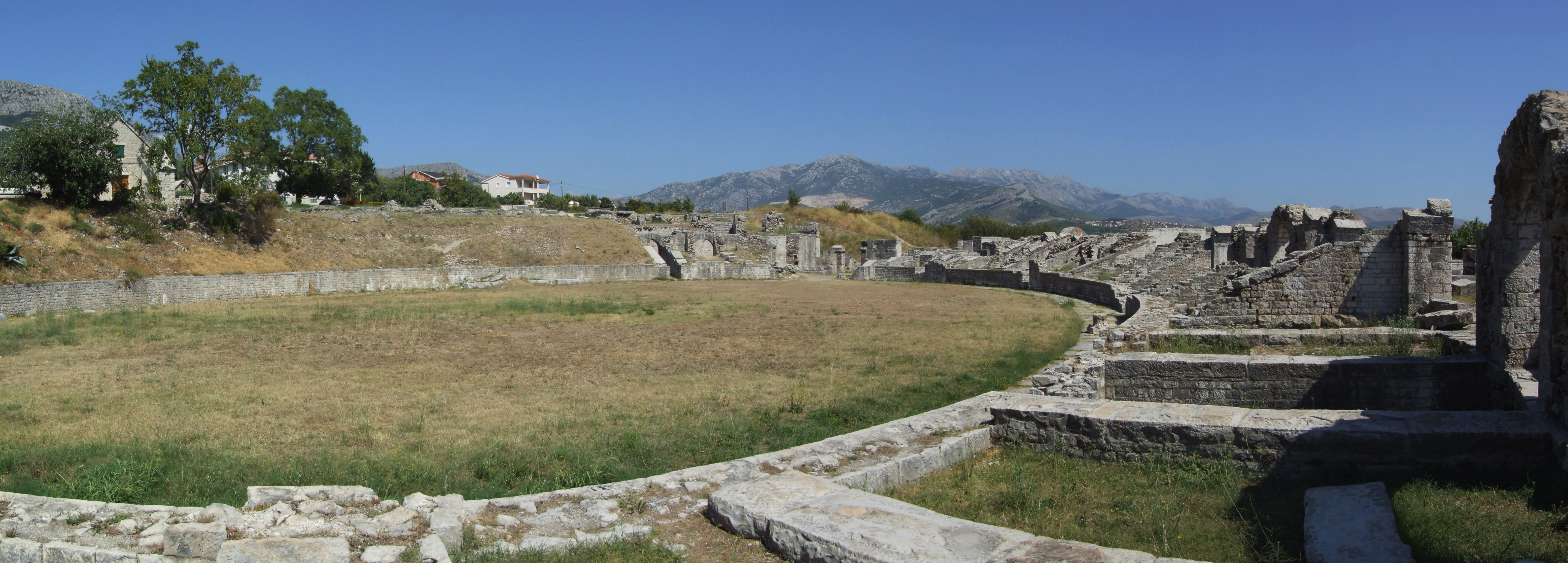
圓形劇場废墟全景